# Flughafen Akureyri

i8
i11
i13
Der Flughafen Akureyri (isländisch Akureyrarflugvöllur IATA-Code: AEY, ICAO-Code: BIAR) ist ein internationaler Flughafen in Akureyri im Nordosten von Island.

Das Flughafengebäude in Akureyri

## Geschichte
Die Anfänge des Flughafens reichen in die 1930er Jahre zurück, als zunächst Wasserflugzeuge auf dem nahegelegenen Fjord Eyjafjörður landeten.
Ab 1940 wurde ein kleiner Flugplatz an Land in Melgerðismelar benutzt.
Ab 1937 gab es eine regelmäßige Flugverbindung zwischen Reykjavík und Akureyri.
Im Jahr 1955 war der Flugplatz mit einer geschotterten Start- und Landebahn ausgestattet.
Diese wurde 1967 asphaltiert.
Heute verfügt der Flughafen, der drei Kilometer vom Stadtzentrum von Akureyri entfernt liegt, über ein größeres Flughafengebäude mit Tower.
Während des Ausbruchs des Vulkans Eyjafjallajökull im Jahr 2010 diente Akureyri zeitweilig als Ausweichflughafen für den internationalen Flughafen in Keflavík.

## Verkehrszahlen
| Jahr | Fluggastaufkommen | Luftfracht (Tonnen) | Flugbewegungen |
| ---- | ----------------- | ------------------- | -------------- |
| 2021 | 139.754           | 330                 | 10.976         |
| 2020 | 80.983            | 253                 | 8.980          |
| 2019 | 184.262           | 269                 | 13.583         |
| 2018 | 202.252           | 302                 | 15.493         |
| 2017 | 205.777           | 323                 | 20.445         |
| 2016 | 188.810           | 403                 | 14.663         |
| 2015 | 176.576           | 341                 | 14.012         |
| 2014 | 176.537           | 350                 | 14.656         |
| 2013 | 183.245           | 290                 | 14.892         |
| 2012 | 206.536           | 479                 | 15.390         |
| 2011 | 211.996           | 422                 | 13.806         |

## Fluggesellschaften und Ziele
| Fluggesellschaft   | Flugziele                                       |
| ------------------ | ----------------------------------------------- |
| Edelweiss Air      | Saisonal: Zürich                                |
| Icelandair         | Reykjavík Saisonal: Reykjavík-Keflavík *        |
| Norlandair         | Grímsey, Nerlerit Inaat, Vopnafjörður, Þórshöfn |
| Transavia Airlines | Saisonal: Amsterdam                             |

## Zwischenfälle
- Am 29. Mai 1947 wurde eine Douglas DC-3/C-47A-25-DK der isländischen Flugfélag Islands (der heutigen Icelandair) (Luftfahrzeugkennzeichen TF-ISI) nahe dem Héðinsfjörður (Island) beim Versuch, den Flughafen Akureyri anzufliegen, in eine Bergflanke geflogen. Das Wrack wurde erst am nächsten Tag gefunden, da es in einer falschen Anflugrichtung lag. Durch diesen CFIT (Controlled flight into terrain) wurden alle 25 Insassen getötet, vier Besatzungsmitglieder und 21 Passagiere.[10]